# Fondation pour la Mémoire de la Shoah
Die Fondation pour la Mémoire de la Shoah (Stiftung zur Erinnerung an die Shoah) ist eine als gemeinnützig anerkannte private Stiftung, die im Jahr 2000 gegründet wurde.

## Geschichte
Als Stiftungskapital wurden vom französischen Staat und von französischen Finanzinstituten 393 Millionen Euro eingezahlt, die als Rückerstattung jüdischen Vermögens betrachtet werden, das unter der deutschen Besatzung und dem Vichy-Regime von jüdischen Bürgern konfisziert wurde und nach dem Ende des Zweiten Weltkriegs nicht an die Eigentümer oder Erben zurückgegeben wurde. Mit den Erträgen des Stiftungskapitals werden die Projekte der Stiftung finanziert.

## Stiftungsziele
- Solidarité: Unterstützung der Überlebenden der Shoah
- Histoire de l'antisémitisme et de la Shoah (Geschichte des Antisemitismus und der Shoah): Archiv, Publikationen und Stipendien
- Mémoire et Transmission (Erinnerung und Weitergabe): Gedenkveranstaltungen und Sammlung von Zeitzeugenberichten
- Enseignement de la Shoah: Unterstützung von Unterrichtsmaterialien und Schülerreisen
- Culture juive (Jüdische Kultur): Kulturveranstaltungen und Erstellung von Medien

Die Stiftung unterstützt finanziell das Mémorial de la Shoah in Paris.

## Stiftungsorgane
- Präsident im Jahr 2013 ist David de Rothschild, Vizepräsident ist Serge Klarsfeld. Ehrenpräsidentin ist Simone Veil.
- Conseil d’administration (Verwaltungsrat) mit 25 Mitgliedern, der sich aus Vertretern des französischen Staates, der jüdischen Organisationen und besonders qualifizierten Persönlichkeiten zusammensetzt.
- Commissions (Ausschüsse)
- Direction générale (Geschäftsführung)